# Proviant-Magazin Minden
Das Proviant-Magazin im ostwestfälischen Minden in Nordrhein-Westfalen ist ein vierstöckiger neoromanischer Bau, der von 1835 bis 1836 als Teil der Festung Minden erbaut wurde.

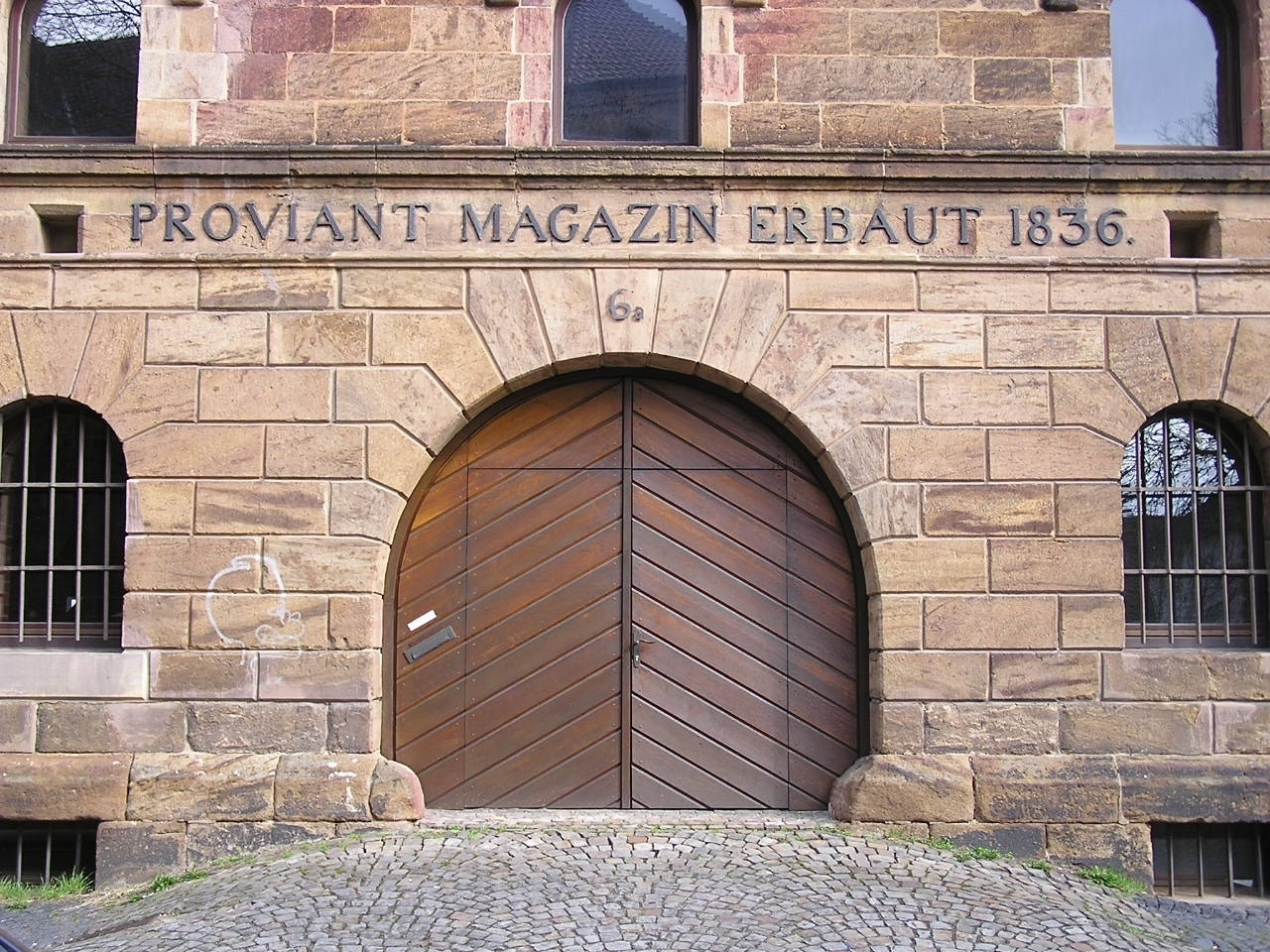
Eingangsportal zum Proviant-Magazin in Minden

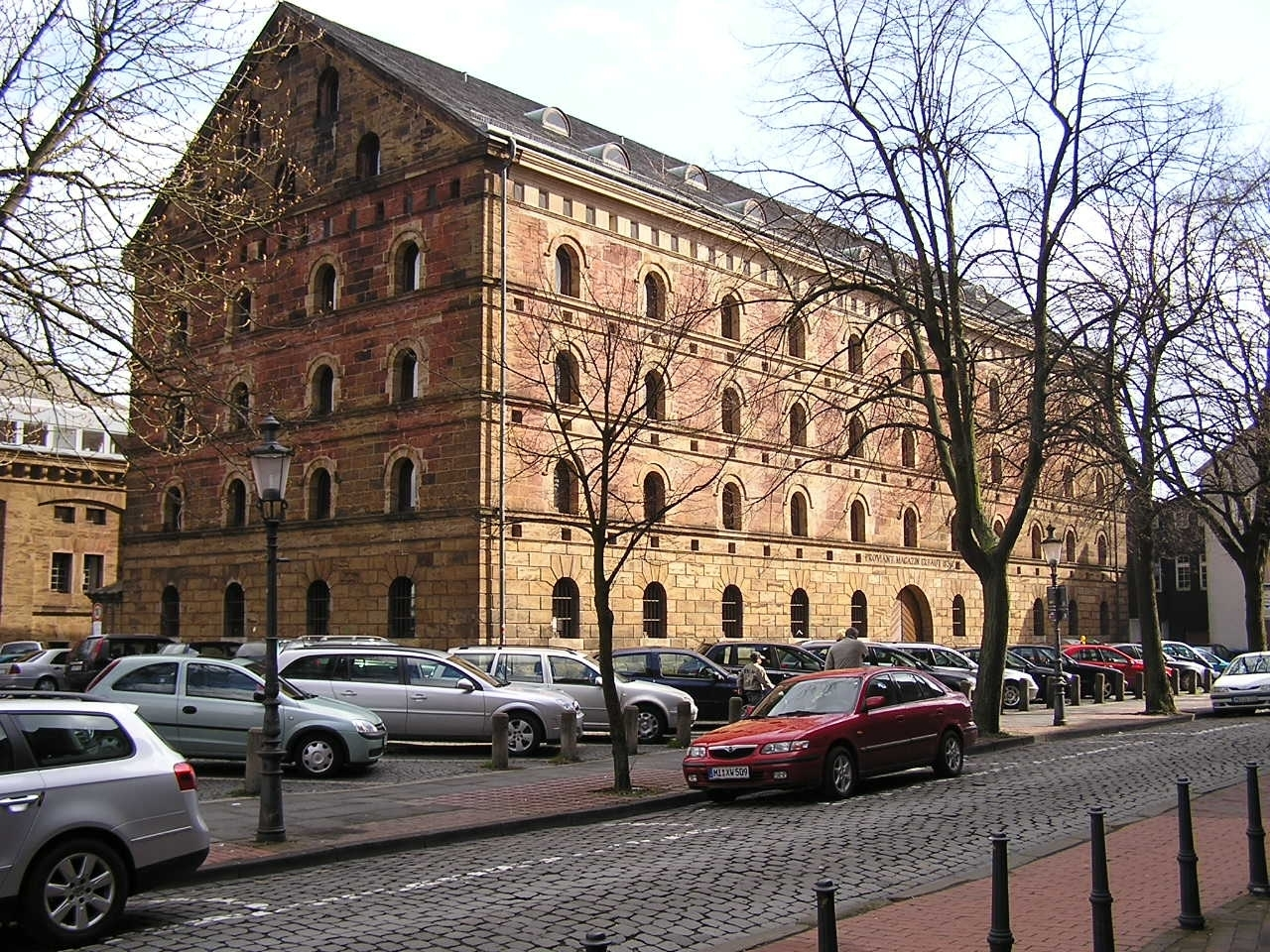
Proviant-Magazin in Minden

In der oberen Altstadt auf trockenem Grund gelegen, hatte das Gebäude als Proviant-Magazin zusammen mit der neben dem Proviant-Magazin gelegenen Heeresbäckerei die Aufgabe, die Bevorratung der Preußischen Armee in der Festung Minden zu gewährleisten.
Das Proviant-Magazin (von den Mindenern auch Körnermagazin genannt) wurde von 1835 bis 1836 als Teil der Festung Minden erbaut und umfasst 3360 Quadratmeter. Das Gebäude umfasst drei Vollgeschosse über einem hohen, rustizierten Sockelgeschoss unter dem gewölbte Keller liegen. Die Außenwände sind mit Portasandstein verkleidet. Das Dachgeschoss war bis zu seiner Zerstörung nach dem Zweiten Weltkrieg mit einer Bombenbalkendecke sowie Schneeboden ausgestattet. Die Außenwände sind mit Portasandstein verblendet.
In den letzten Kämpfen um Minden im Zweiten Weltkrieg wurde es von deutschen Truppen angezündet, als diese das linke Weserufer aufgaben. Es brannte aus und war 30 Jahre eine Ruine. Seit 1975 beherbergt es eine Schule, das Weser-Kolleg.

## Einzelbelege
1. ↑  Herausg: Stadt Minden: Minden, Zeugen und Zeugnisse seiner städtebaulichen Entwicklung, Minden 1979, S. 276, Bild 24

Koordinaten: 52° 17′ 18,8″ N, 8° 54′ 55,5″ O